# 1428 Mombasa
1428 Mombasa è un asteroide della fascia principale del diametro medio di circa 56,63 km. Scoperto nel 1937, presenta un'orbita caratterizzata da un semiasse maggiore pari a 2,8114768 UA e da un'eccentricità di 0,1397873, inclinata di 17,31089° rispetto all'eclittica.
L'asteroide è intitolato all'omonima città del Kenya.